# جوزيه ريكاردو فيغيروا
جوزيه ريكاردو فيغيروا هو متسابق خماسي حديث كوبي، ولد في 10 يناير 1991.

## وصلات خارجية
- جوزيه ريكاردو فيغيروا على موقع اللجنة الأولمبية الدولية (الإنجليزية)
- جوزيه ريكاردو فيغيروا على موقع أوليمبيديا (الإنجليزية)